# Nhà nước Bourgogne
Nhà nước Burgundy (tiếng Pháp: État bourguignon; tiếng Hà Lan: Bourgondische Rijk) là một khái niệm được các nhà sử học đặt ra để mô tả khu phức hợp lãnh thổ rộng lớn còn được gọi là Valois Burgundy.
Nó phát triển vào Hậu kỳ Trung cổ dưới sự cai trị của các Công tước xứ Burgundy từ Nhà Valois-Burgundy của Pháp và bao gồm cả các thái ấp của Vương quốc Pháp và Đế chế La Mã Thần thánh (Công quốc Burgundy, Bá quốc Burgundy và Hà Lan Burgundy). Lịch sử xây dựng lãnh thổ đó đã tồn tại lâu hơn triều đại 'Burgundy' đúng nghĩa và sự mất mát của chính Công quốc Burgundy. Vì vậy, không nên nhầm lẫn nó với thái ấp duy nhất đó.
Nhà nước Burgundy được coi là một trong những cường quốc ở châu Âu trong thế kỷ XV và đầu thế kỷ XVI. Công tước xứ Burgundy là một trong những Thân vương giàu có và quyền lực nhất châu Âu và đôi khi được gọi là "Đại công tước phía Tây". Bao gồm các khu vực thịnh vượng của Flanders và Brabant, Nhà nước Burgundy là một trung tâm thương mại lớn và là trung tâm của văn hóa cung đình, tạo nên thời trang cho các hoàng gia châu Âu và triều đình của họ. Nó gần như đã trở thành một vương quốc theo đúng nghĩa của nó, nhưng cái chết sớm của Charles the Bold trong Trận Nancy đã đặt dấu chấm hết cho giấc mơ Lotharingia của ông và di sản của ông được chuyển cho Nhà Habsburg thông qua cuộc hôn nhân của con gái ông là Công nữ Mary với Đại công tước Maximilian của Áo. Trong khi đó Picardy và Công quốc Burgundy bị Vua Pháp chinh phục.
Việc phân chia di sản Burgundy đánh dấu sự khởi đầu của giai đoạn cạnh tranh Pháp-Habsburg kéo dài hàng thế kỷ và đóng một vai trò then chốt trong nền chính trị châu Âu rất lâu sau khi Burgundy mất đi vai trò là một bản sắc chính trị độc lập. Với sự thoái vị của Hoàng đế Karl V vào năm 1555, Hà Lan Burgundy được chuyển giao cho Đế quốc Tây Ban Nha của Vua Philip II. Trong Cuộc nổi dậy của Hà Lan, hay Chiến tranh Tám mươi năm (1568–1648), các tỉnh phía Bắc của Vùng đất thấp đã giành được độc lập khỏi sự cai trị của Tây Ban Nha và thành lập Cộng hòa Hà Lan (nay là Hà Lan). Các tỉnh miền Nam vẫn nằm dưới sự cai trị của Tây Ban Nha cho đến thế kỷ XVIII và được gọi là Hà Lan thuộc Tây Ban Nha, hay Nam Hà Lan (tương ứng với Bỉ, Luxembourg và miền Bắc Hauts-de-France ngày nay).